# يان ووكاشيفيتش
يان ووكاشيفيتش (21 ديسمبر 1878 - 13 فبراير 1956) كان عالم منطق وفيلسوفًا بولنديًا اشتهر بشكل خاص بالترميز البولندي ومنطق ووكاشيفيتش. تركز عمله حول المنطق الفلسفي، والمنطق الرياضي وتاريخ المنطق. فكر بطريقة مبتكرة حول المنطق الاقتراحي التقليدي، ومبدأ عدم التناقض وقانون الوسط المستبعد، مقدمًا أحد أقدم الأنظمة للمنطق متعدد القيم. أيضًا، يعتمد البحث المعاصر حول المنطق الأرسطي على أعمال ووكاشيفيتش الابتكارية، التي طبقت طرقًا من المنطق الحديث على صياغة القياس الأرسطي.
أحي نهج ووكاشيفيتش من جديد في أوائل السبعينيات في سلسلة من الأوراق البحثية بقلم جون كوركوران وتيموثي سمايلي التي أسهمت في الترجمات الحديثة «للتحليلات السابقة» لروبن سميث في عام 1989 وجيزيلا سترايكر في عام 2009. يعتبر ووكاشيفيتش واحدًا من أهم المؤرخين للمنطق.

## حياته
ولد في لمبرغ في النمسا-المجر (الآن لفيف، أوكرانيا؛ بالبولندية: لفوف) وكان الطفل الوحيد لباول ووكاشيفيتش، قائد في الجيش النمساوي، وليوبولدينا (هولتزر)، ابنة موظف مدني. كانت عائلته من الروم الكاثوليك.
أنهى دراسته الثانوية في الفيلولوجيا (فقه اللغة) وانتقل إلى جامعة لمبرغ في عام 1897، حيث درس الفلسفة والرياضيات. كان تلميذًا للفيلسوف كازيميرز تواردوفسكي.
في عام 1902، حصل على درجة دكتوراه في الفلسفة تحت رعاية الإمبراطور فرانتس يوزيف الأول من النمسا، الذي منحه خاتم دكتوراه خاص مرصع بالألماس. قضى ثلاث سنوات معلمًا خاصًا، وفي عام 1905، تلقى منحة دراسية لإكمال دراسته في الفلسفة في جامعة برلين وجامعة لوفان في بلجيكا.
واصل ووكاشيفيتش دراسته لنيل شهادة التأهيل العلمي وقدم أطروحته إلى جامعة لمبرغ في عام 1906. في ذلك العام، عين محاضرًا في جامعة لمبرغ، حيث عين فيما بعد أستاذًا استثنائيًا من قبل الإمبراطور فرانز جوزيف الأول. واصل التدريس هناك حتى الحرب العالمية الأولى.
في عام 1915، دعي لإلقاء محاضرات كأستاذ بدوام كامل في جامعة وارسو، التي أعادت سلطات الاحتلال الألماني فتحها بعد أن أغلقتها الحكومة القيصرية في القرن التاسع عشر.
في عام 1919، ترك ووكاشيفيتش الجامعة ليخدم كوزير بولندي للطوائف الدينية والتعليم العام في حكومة باديريفسكي حتى عام 1920. قاد ووكاشيفيتش تطوير منهج بولندي جديد يحل محل المناهج الروسية والألمانية والنمساوية التي كانت استخدمت تستخدم في بولندا المقسمة. ركز منهجه على الاكتساب المبكر للمفاهيم اللوجستية والرياضية.
تزوج من ريجينا باروينسكا في عام 1928.
ظل أستاذًا في جامعة وارسو من عام 1920 حتى عام 1939، عندما دمرت القنابل الألمانية منزل العائلة وأغلقت الجامعة من قبل سلطات الاحتلال الألماني. شغل منصب رئيس الجامعة مرتين، خلالها أسس ووكاشيفيتش وستانيسواف ليشنيفسكي مدرسة لفوف-وارسو للمنطق، التي اشتهرت لاحقًا عالميًا بفضل ألفريد تارسكي، الذي كان أحد طلاب ليشنيفسكي.
خلال بداية الحرب العالمية الثانية، عمل في جامعة وارسو السرية. بعد أن أغلقت سلطات الاحتلال النازي الجامعة، كسب قوته بالكاد في أرشيف مدينة وارسو. ساعدته صداقته مع هاينريش شولتز (أستاذ ألماني للمنطق الرياضي) أيضًا، وكان شولتز هو من رتب لعبور عائلة ووكاشيفيتش إلى ألمانيا في عام 1944 (كان ووكاشيفيتش يخشى من تقدم الجيش الأحمر). أراد يان ووكاشيفيتش وزوجته الانتقال إلى سويسرا لكنهما لم يتمكنا من الحصول على إذن من السلطات الألمانية. بالتالي، قضوا الأشهر الأخيرة من الحرب في مونستر، ألمانيا. بعد نهاية الحرب، وغير راغبين في العودة إلى بولندا تحت سيطرة السوفييت، انتقلوا أولًا إلى بلجيكا، حيث درس ووكاشيفيتش المنطق في معهد علمي بولندي مؤقت.